# شهرستان سونگشی
شهرستان سونگشی (به لاتین: Songxi County) یک شهرستان‌های جمهوری خلق چین در چین است که در نانپینگ واقع شده‌است.
 شهرستان سونگشی ۱٬۰۴۳ کیلومتر مربع مساحت و ۱۶۰٬۰۰۰ نفر جمعیت دارد.